# NGC 7396
NGC 7396 (również PGC 69889 lub UGC 12220) – galaktyka spiralna (Sa), znajdująca się w gwiazdozbiorze Ryb. Odkrył ją John Herschel 12 października 1827 roku. Jest zaliczana do radiogalaktyk.